# 真相回転!どいね寿司
『真相回転!どいね寿司』（しんそうかいてん!どいねずし）は、かつて東海・北陸地方向けに放送されたNHK金沢放送局制作のバラエティ番組である。2011年度から2013年度まで放送されていた。

## 概要
毎回ゲストを招き、石川県にまつわる投稿されたネタ（噂）を調査し、様々な県民性を検証するバラエティ番組である。2011年までに放送された『よせがき☆テレビ かいてみんけ↑』の後継番組として開始した。ちなみに「どいね」とは、石川県の方言（金沢弁）で「どうなの?」と言う意味である。
2011年12月18日に石川県向けに放送を開始。2012年度からは、東海・北陸地方で金曜日20時台に放送されていた当時の地域情報番組『金とく』の「県民性シリーズ」として放送。第1回は愛知県にまつわる噂を検証した。なお、この回は『真相回転!どえりゃあモータース』として放送された（NHK名古屋放送局との共同制作）。
2014年1月には、北陸地方向けの『金とく北陸スペシャル』として放送。これまでのスタジオ収録から、全編ロケーションでの収録となっている。

## 放送日時
いずれも総合テレビでの放送。
真相回転!どいね寿司
- 2011年12月16日 22:00 - 22:45（石川県）、2012年1月7日 13:05 - 13:50（東海・北陸地方）

金とく 真相回転!どえりゃあモータース
- 本放送：2012年7月13日 20:00 - 20:43（東海・北陸地方、静岡県を除く）
- 再放送：2012年7月14日 10:05 - 10:48（東海・北陸地方）

金とく 真相回転!どいね寿司
- 本放送：2012年10月5日 20:00 - 20:43（東海・北陸地方）
- 再放送：2012年10月20日 10:05 - 10:48（東海・北陸地方）

金とく北陸スペシャル 真相回転!どいね寿司
- 本放送：2014年1月17日 20:00 - 20:45（北陸地方）
- 再放送
  - 北陸地方：2014年1月18日 10:05 - 10:50
  - 全国放送：2014年3月1日 2:10 - 2:55（2月28日深夜、当初は『ろーかる直送便』で放送される予定であったが国会中継で放送が延期。当初の放送にはない字幕放送を実施）

## 出演者

### 番組進行
- 山里亮太（南海キャンディーズ、2014年の放送では「大将」の設定）
- 片山千恵子（NHK金沢放送局アナウンサー、2011年当時）
- 黒崎めぐみ（NHK名古屋放送局アナウンサー、金とく版）
- 三枝こころ（金とく北陸スペシャル、「看板娘」の設定）

### リポーター
- ぶんぶんボウル（真相回転!どいね寿司、金とく版にも出演）
- おやゆびプリンセス（金とく北陸スペシャル）
- 神戸和貴（NHK金沢放送局アナウンサー、金とく北陸スペシャル）
- サムタイムズ（真相回転!どえりゃあモータース）

### ナレーション
- 二見和男（金とく北陸スペシャル）

### ゲスト
真相回転!どいね寿司
- 塩谷瞬、磯山さやか

金とく 真相回転!どえりゃあモータース
- 江川達也、安田美沙子、大竹敏之

金とく 真相回転!どいね寿司
- ブラザートム、三枝こころ、八木かなえ・岸彩乃・伊藤正樹（いずれも放送時点では金沢学院大学の学生、観覧として出演）

金とく北陸スペシャル 真相回転!どいね寿司
- 西川史子、ユージ、丹羽俊夫（金城大学短期大学部教授）、雅珠香（フードアナリスト）

## 備考
山里は番組共演者を「どいねファミリー」と呼んでおり、TBSラジオ『山里亮太の不毛な議論』の2012年5月2日放送分のオープニングトークで塩谷の二股騒動について語った。
『不毛な議論』では番組の収録があった週に必ずオープニングトークでの話題にしているほか、主にネタコーナーで「どいね」を勃起の隠語として使用している。